# Regina Mañe Ela
Regina Mañe Ela   (Bata, 8 de desembre de 1954 - Bata, 24 de febrer de 2015) va ser una política equatoguineana.

## Biografia
Va exercir com a professora en l'Institut Nacional d'Ensenyament Mitjà “Carlos Luanga” de Bata entre 1970 i 1994 De cara a les eleccions municipals de Guinea Equatorial de 1995, Regina Mañe, qur ocupava el càrrec de Secretària d'Acció Social del Consell Geogràfic de Mbini del PPGE de Bata, després de celebrar-se una reunió de la POC (Plataforma d'Oposició Conjunta) a Malabo, va ser escollida per participar com a candidata a alcaldessa de Bata amb la formació Partit del Progrés de Guinea Equatorial. El seu partit va afirmar haver guanyat les eleccions, però finalment l'alcaldia de la ciutat li va ser concedida a Fortunato Nzambi, del Partit Democràtic de Guinea Equatorial, denunciant el PPGE frau electoral. Després d'això es va exiliar a Espanya, on se li va concedir asil polític. Des de 2003 i després de la creació del Govern de Guinea Equatorial en l'Exili, va passar a ocupar-hi el càrrec de Ministra d'Educació i Cultura.